# Roter-Turm-Pass
Der Rote-Turm-Pass (auch Pass Rotenturm, Roterturmpass, Roth Thurm Pass und Roter Turm-Pass, früher Trajanspforte, rumänisch Pasul Turnu Roșu, ungarisch Vöröstoronyi-szoros) ist ein Durchbruchstal und ein Talpass im zentralen Teil der Südkarpaten.

## Geographie
Der von Norden nach Süden verlaufende Pass liegt südlich von Hermannstadt (rumänisch Sibiu, ungarisch Nagyszeben). Am Nordende des Passes trafen sich bereits im Mittelalter die wichtigsten Handelsrouten Siebenbürgens. Der Pass wurde als Verbindung zur Walachei benutzt. Damit verbindet die Passstraße das Siebenbürgische Hochland mit dem Donautiefland. Seine außergewöhnlich niedrige Passhöhe von nur 352 m trotz des nahen Gipfels Moldoveanu (2544 m) liegt darin begründet, dass der Rote-Turm-Pass den Durchbruch des Flusses Olt (dt. Alt) benutzt. Tal und Pass trennen das Zibinsgebirge im Westen vom Făgăraș-Gebirge im Osten.

## Geschichte
Dem Pass kam früher eine hohe strategische Bedeutung zu. In der Antike lagen am nördlichen Passende das römische Kleinkastell Caput Stenarum und am südlichen Passende das Militärlager Castra Traiana. Während der Türkenkriege brachen an dieser Stelle die osmanischen Heere mehrere Male von Süden her in Siebenbürgen ein. Die osmanischen Heere wurden hier in den Jahren 1442 von Johann Hunyadi und 1493 von Stephan von Thalegd besiegt. Im Jahr 1770 kam die Pest über den Rote-Turm-Pass nach Siebenbürgen. Der Pestarzt Adam Chenot errichtete im Roten-Turm-Pass eine Kontumaz, um die Ausbreitung der Krankheit zu verhindern. Im Jahr 1849 erfolgte während der Ungarischen Revolution 1848/1849 am Roten-Turm-Pass der Einmarsch der Russen nach Siebenbürgen. Im Ersten Weltkrieg fanden vom 26. September bis 24. November 1916 schwere Kämpfe um den Pass statt.
Georg Fürst komponierte zu diesem Ort das Musikstück Roter Turmpaß-Marsch.
Heute führt über den Pass die Europastraße 81 von Hermannstadt über Râmnicu Vâlcea nach Bukarest. Dieser stark befahrene Drum național 7 soll bis spätestens 2023 durch die Autobahn A1 ersetzt werden.
Die Reste des Roten Turms, einer rot bemalten Befestigung, die früher ein Zollamt beherbergte, sind heute noch vorhanden.

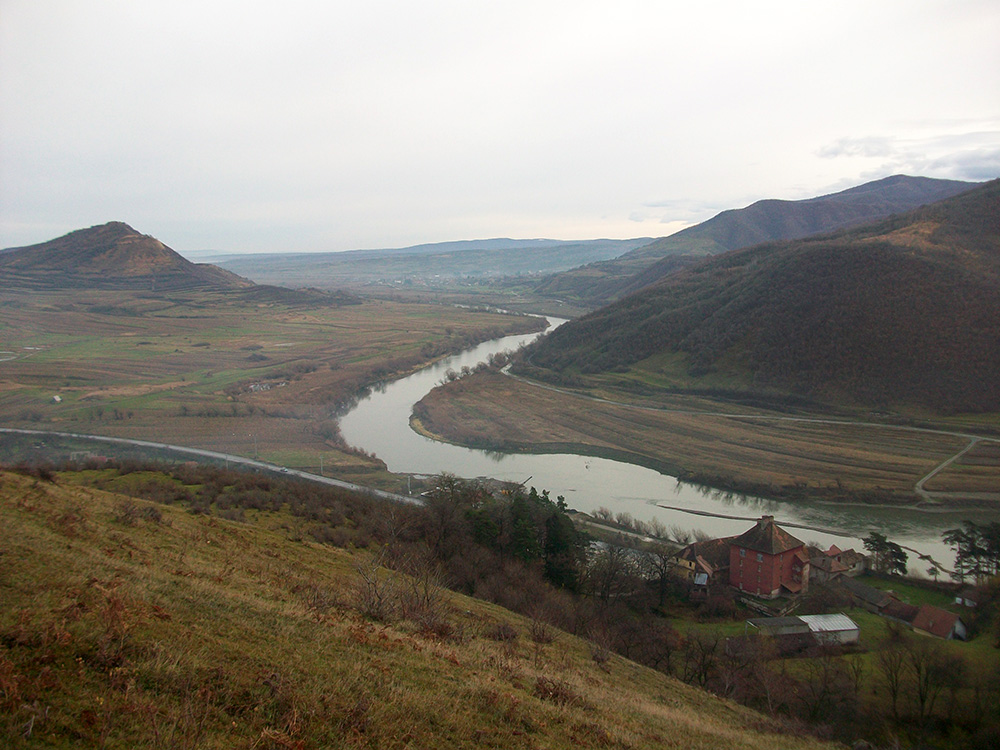
Roter-Turm-Pass, Blick auf den Fluss Olt
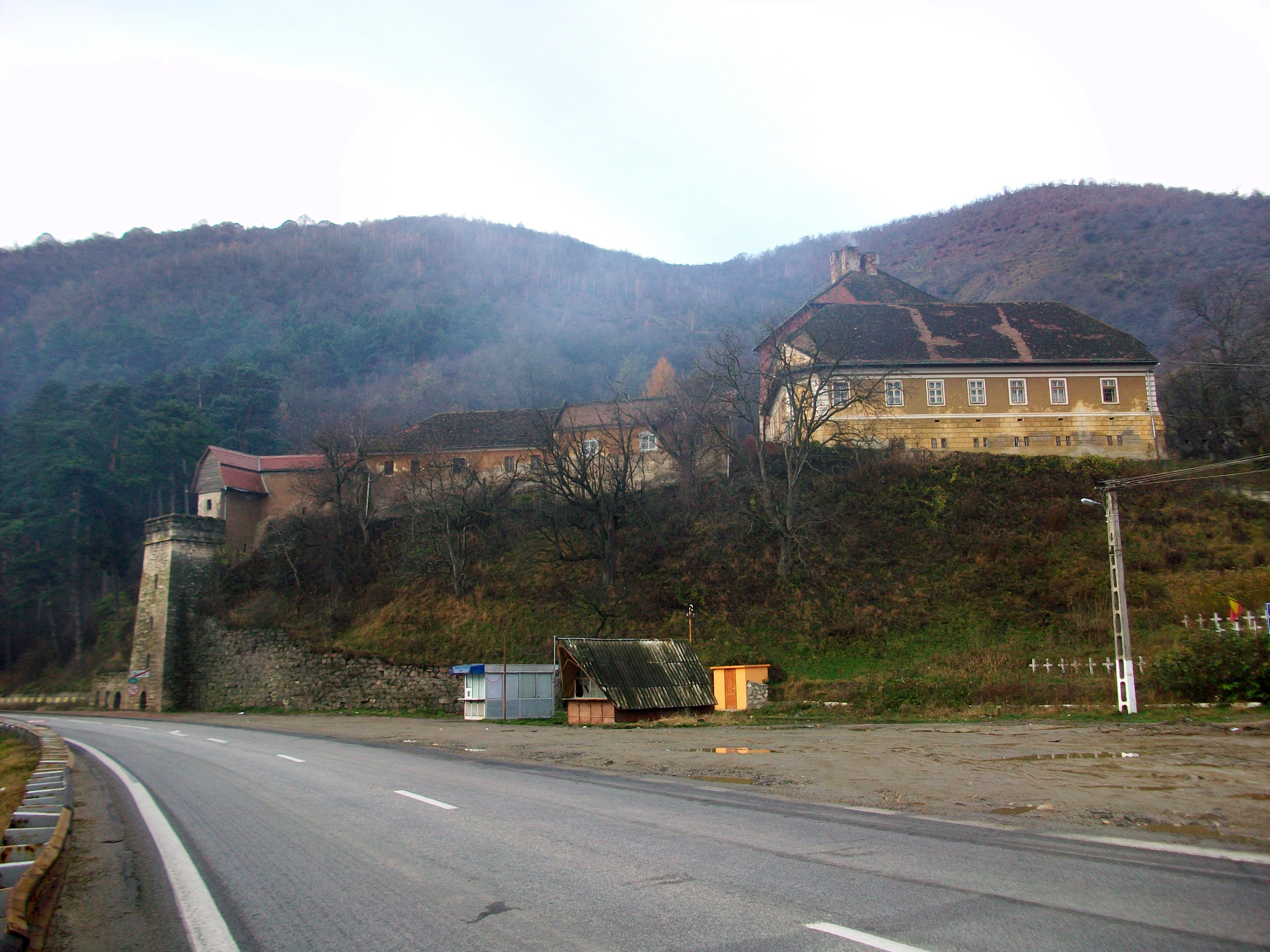
Reste der Befestigung Roter Turm
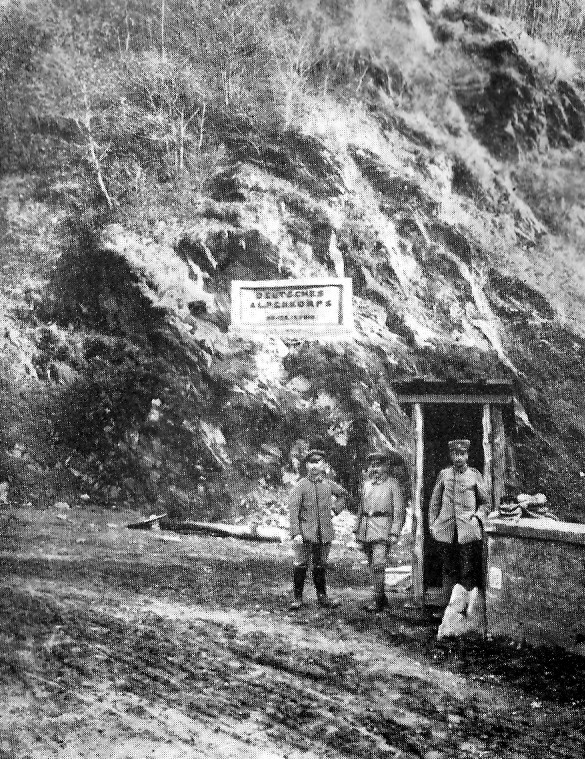
Gedenktafel des Alpenkorps vor 1919